# Die Seven-Ups
Die Seven-Ups (Originaltitel: The Seven-Ups) ist ein US-amerikanischer Kriminalfilm aus dem Jahr 1973, produziert von Philip D’Antoni, der auch Regie führte. Die Hauptrollen spielten Roy Scheider und Tony Lo Bianco. Der Film kam in den USA am 14. Dezember 1973 in die Kinos.

## Handlung
Buddy Manucci, Detective beim New York Police Department (NYPD), steht unter dem Druck der leitenden Beamten der New Yorker Polizei, weil sein Team abtrünniger Polizisten, bekannt als die „Seven-Ups“ (so genannt, weil die meisten von ihnen verhafteten Kriminellen zu Haftstrafen von sieben Jahren und mehr verurteilt werden), unorthodoxe Methoden zur Festnahme von Kriminellen anwendet. Dies wird deutlich, als das Team einen Antiquitätenladen plündert, der als Tarnung für den Handel mit Falschgeld dient. Buddy erhielt Informationen über den Falschgeldring von seinem üblichen Spitzel und Jugendfreund, dem Informanten Vito Lucia.
In der Stadt kommt es immer häufiger zu Entführungen von Personen des organisierten Verbrechens und von Wirtschaftskriminellen. Max Kalish, ein hochrangiger Gangster und Kredithai, wird von zwei Fremden, die sich als Polizisten ausgeben, aus seinem Haus entführt. In einer Autowaschanlage wird ein Lösegeld für seine Freilassung gezahlt. Während Manucci seine Runde durch sein altes Viertel macht, bekommt er von einem örtlichen Friseur und Freund der Familie den Tipp, dass er in den letzten Monaten eine erhöhte Anzahl von Waffen auf den Straßen beobachtet hat. Dies veranlasst Buddy und seine Kollegen, einige der wichtigsten Verbrecher zu verfolgen, um Hinweise auf die eskalierenden Unruhen und Spannungen innerhalb des örtlichen Syndikats zu sammeln.
Sie erfahren von den Entführungen, als der betrügerische Kautionsagent Festa in aller Öffentlichkeit von zwei Männern geschnappt wird, die behaupten, von der Staatsanwaltschaft zu sein. Buddy sucht weitere Informationen bei Vito, der sich jedoch als nicht vertrauenswürdig erweist. Buddy weiß nicht, dass Vito der Drahtzieher hinter der Entführungsoperation ist. Er arbeitet mit den beiden Gangstern Moon und Bo zusammen, die alle Entführungen durchgeführt haben, indem sie sich als verschiedene Autoritätspersonen ausgegeben haben.
Als die Truppe eine Trauerfeier von Kalish und seinen Leuten überwacht, kommt es zu einer Schießerei, bei der einer der Seven-Up-Beamten getötet und ein Mitglied der Verbrecherfamilie lebensgefährlich verletzt wird. Es kommt zu einer brutalen Verfolgungsjagd, während Buddy den Schützen Moon und Bo nachjagt, die sie durch ganz Upper Manhattan und darüber hinaus führt. Andere Polizisten nehmen die Verfolgung auf und versuchen, die beiden an der George Washington Bridge aufzuhalten, doch Moon und Bo durchbrechen die Polizeiabsperrung und fahren weiter über die Brücke – auf den Palisades Interstate Parkway und den Taconic Parkway außerhalb von New York. Sie entkommen, als Buddys Auto heftig mit einem Lastwagen kollidiert und das Dach abreißt. Wie durch ein Wunder überlebt er den Unfall.
Manucci und der Rest der Seven-Ups werden bis zum Abschluss der Ermittlungen suspendiert, da die Abteilung für interne Ermittlungen des NYPD sie als Hauptverdächtige der Entführungen betrachtet. Damit muss die Truppe das Puzzle auf eigene Faust weiter zusammensetzen. Als Buddy und seine Truppe in das Haus von Max Kalish und seiner Frau einbrechen und sie mit vorgehaltener Waffe konfrontieren, kann Manucci mithilfe der von Max gesammelten Informationen die letzten Lücken in der Frage füllen, wer für all die Entführungen verantwortlich ist.
Buddy trifft sich erneut mit Vito und versucht, ihn durch falsche Informationen auf die Schießerei vorzubereiten, um die Entführer aufzuspüren. Buddys Plan sieht vor, das Haus eines Parkhausarbeiters auszuspionieren, der an der Entführung beteiligt war, die die Schießereien verursachte. Nachdem er Vito zuvor fälschlicherweise mitgeteilt hatte, dass der betreffende Parkhausarbeiter alle nötigen Informationen besitzt, um alle Entführungsverdächtigen zu verfolgen und zu verurteilen, benachrichtigt Vito seine Komplizen Moon und Bo, die dem Parkhausarbeiter zu seinem Haus folgen, um ihn zu ermorden. Sie werden dann von den Seven-Ups abgefangen. Nach einer anschließenden Schießerei und einer kurzen Verfolgungsjagd werden Moon und Bo getötet.
Am nächsten Tag trifft sich Buddy ein letztes Mal mit Vito und teilt ihm mit, dass sein Spiel vorbei ist, verspricht ihm aber, dass er ihn nicht verhaften wird. Stattdessen wird er dafür sorgen, dass alle örtlichen Verbrecherfamilien darüber informiert werden, dass Vito für die Entführungen und das von ihnen erpresste Lösegeld verantwortlich ist. Dann geht Buddy weg. Zurück bleibt der nun sehr verängstigte Lucia, der über sein Schicksal nachdenken muss.

## Rezeption
Das Heyne-Filmlexikon vergab drei von fünf Sternen und bemerkte, der Film bereichere das Genre „durch die Geschichte zweier Freunde: Polizist der eine, Mafioso der andere. Höhepunkt ist natürlich eine Verfolgungsjagd.“
Bei Rotten Tomatoes wurden elf Rezensionen ausgewertet, von denen 73 % zu einem positiven Urteil gelangten.